# Wang Beixing
Wang Beixing, född den 10 mars 1985 i Harbin, Kina, är en kinesisk skridskoåkare.
Hon tog OS-brons på damernas 500 meter i samband med de olympiska skridskotävlingarna 2010 i Vancouver.